# El Concerto in Duppa
El Concerto in Duppa – pierwsze wydawnictwo DVD polskiej grupy muzycznej El Dupa. Wydawnictwo ukazało się 20 czerwca 2011 roku nakładem wytwórni muzycznej S.P. Records. Album zawiera zapis z koncertu, który odbył się 1 października 2010 roku w warszawskim klubie Hybrydy.

## Lista utworów
1. Nie Mam Dupy
2. Natalia W Bruklinie Odc.1
3. Dixie
4. Żelazko Na Klęka
5. Najbliższy Bankomat W Giżycku
6. Cocoa Augen
7. Taki Dobry Chłopak
8. Unsere Heimat
9. Al Jazeera
10. Canalos
11. Prohibicja
12. Elektryczny Orgazm
13. El Dupa Gra
14. 220 V
15. Wanna Wassermana
16. Moherowy Ninja
17. Gwałtowne Uderzenie
18. Zbiggy
19. 2000000 głosów
20. Disko
21. Bandziorno
22. Natalia W Bruklinie Odc.2
23. Das Model
24. Lofix
25. Das Model
26. Take On Me
27. The Combi
28. Czarny Niewolnik

## Twórcy albumu
- Krzysztof „Dr Yry” Radzimski – śpiew, gitara, instrumenty klawiszowe
- Grzegorz „Dżordż” Kurek – gitara, gitara basowa, śpiew
- Rafał „Kazan” Kazanowski – gitara, skrzypce, śpiew
- Tomek „Glazo” Glazik – saksofon
- Kazik „Kabura Stachura” Staszewski – śpiew, saksofon
- Jarek „Important” Ważny – puzon
- Bartek „Groovemaster Mitsurugi” Lipiński – perkusja
- Artur „Arturro” Kempa – gitara
- Mateusz „Materac” Miłosiński – didgeridoo, gitara